# Шнекенлое
Шнекенлое (њем. Schneckenlohe) општина је у њемачкој савезној држави Баварска. Једно је од 18 општинских средишта округа Кронах. Према процјени из 2010. у општини је живјело 1.113 становника. Посједује регионалну шифру (AGS) 9476171.

## Географски и демографски подаци
Шнекенлое се налази у савезној држави Баварска у округу Кронах. Општина се налази на надморској висини од 326 метара. Површина општине износи 9,3 km². У самом мјесту је, према процјени из 2010. године, живјело 1.113 становника. Просјечна густина становништва износи 120 становника/km².

## Међународна сарадња
| Мјесто          | Држава  | Врста сарадње | Од    |
| --------------- | ------- | ------------- | ----- |
| Боргето ди Вара | Италија | партнерство   | 1993. |
| Извор           |         |               |       |